# Де Пабло Пардо, Луис Мария
Луис Мария де Пабло Пардо (исп. Luis María de Pablo Pardo; 15 августа 1912, Буэнос-Айрес, Аргентина — 27 мая 2007, Буэнос-Айрес, Аргентина) — аргентинский политик и дипломат, министр иностранных дел (1955), (1970—1972).

## Биография
Окончил юридический факультет Университета Буэнос-Айреса и аспирантуру Джорджтаунского университета в Вашингтоне.
В 1947 г. поступил на дипломатическую службу как культурный атташе в Вашингтоне.
Участвовал в антиперонистском движении, в 1952—1953 гг. находился под арестом, в 1955 г. эмигрировал в Бразилию,
В ноябре 1955 г. назначен министром внутренних дел, его назначение на этот пост рассматривалось как шаг к свержению Эдуардо Лонарди на следующий день.
Затем назначен специальным посланником в Бразилии.
C 1960 г. — посол в Чили.
В 1970—1972 гг. — министр иностранных дел Аргентины. В июле 1971 г. подписано соглашение с Великобританией о решении проблемы Фолклендских островов только путём переговоров. Ушел в отставку, не желая выполнять решение президента Алехандро Лануссе о ведении переговоров с находящимся в изгнании Хуаном Пероном.
В 1976—? гг. — посол в Швейцарии. Представлял страну на похоронах генерала Шарля де Голля.